# Gianni Rodari
Gianni Rodari (n. 23 octombrie 1920, Omegna, Piemont, Italia – d. 14 aprilie 1980, Roma, Italia) a fost un scriitor și jurnalist italian, cunoscut în special pentru cărțile sale destinate copiilor. 
S-a născut la 23 octombrie 1920 în Omegna, Italia, într-o familie de muncitori. A activat în calitate de profesor de școală, ziarist, colaborator cu unele ziare.

## Operă

### Cărți pentru copii
- Il libro delle filastrocche (Cartea cu poezii vesele), 1950
- Filastrocche in cielo e in terra (Poezii în cer și pe pământ), 1961
- Gelsomino nel paese del bugiardi (Gelsomino în Țara Mincinoșilor), 1959
- Le avventure di Cipollino (Aventurile lui Cepelica), 1951

## Premii și distincții
- Premiul editurii Млады лето din Ceho-Slovacia (1967) pentru Aventurile lui Cepelica
- Premiul Europei Dralon (1967) pentru cartea Torta de pe cer
- Premiul Hans Christian Andersen (1970)